# Паасикиви, Юхо Кусти
Ю́хо Ку́сти Па́асикиви (фин. Juho Kusti Paasikivi), при рождении Ю́хан Гю́стаф Хелльсте́н (носил фамилию Хелльстен до 1887 года) (швед. Johan Gustaf Hellstén; 27 ноября 1870, Таммерфорс, Великое княжество Финляндское, Российская империя — 14 декабря 1956, Хельсинки, Финляндия) — финский политический деятель, 7-й президент Финляндии, по образованию юрист. Доктор обоих прав.

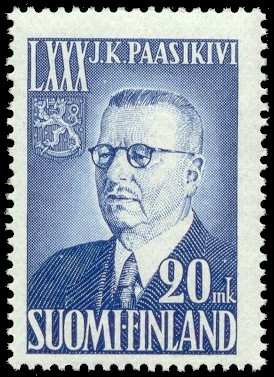
Паасикиви на марке Финляндии, 1950

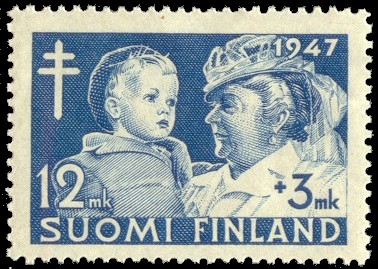
Супруга Паасикиви Алли на почтовой марке Финляндии, 1947

## Биография
Родился в семье торговца. После того, как в 14 лет мальчик осиротел, его воспитанием занималась тётя. В молодости активно занимался лёгкой атлетикой и гимнастикой. В 1887 году сменил своё полное имя в рамках финнизации на Юхо Кусти Паасикиви. Его фамилия в обоих языках означет "плитняк". В 1897 году окончил Императорский Александровский университет, получив профессию адвоката. В том же году женился на Анне Матильде Форсман, от брака с которой у Паасикиви родились четверо детей. В 1901 году получил докторскую степень и стал адъюнкт-профессором административного права в университете. В 1903 году стал главным директором государственного казначейства, оставаясь на этом посту до 1914 года.
В 1903—1913 и 1917—1918 годах входил в руководящие органы старофинской партии, выступая против политики русификации, но являясь противником радикальных действий. В 1907—1913 — депутат финляндского сейма. В 1914—1934 — генеральный директор банка «Кансаллис-Осаке-Панкки». В мае — ноябре 1918 — премьер-министр Финляндии. На этом посту выступал за введение в стране монархической формы правления.
Руководил финляндской делегацией на советско-финляндских мирных переговорах, подписавшей 14 октября 1920 года Тартуский мирный договор между Финляндией и Россией.
Овдовев в 1931 году, через три года вступил в брак с Аллиной Вальве. В 1934 году был назначен послом в Швеции, где активно работал над организацией финско-шведского оборонительного союза. В 1939 году стал главой финской делегации на советско-финских переговорах, а после начала боевых действий между двумя странами получил должность министра без портфеля. 13 марта 1940 года он подписал Московский мирный договор, завершивший Зимнюю войну (1939—1940). В марте 1944 вел переговоры с СССР о заключении мира 
По окончании Войны-продолжения (1941—1944) в ноябре 1944 года был вновь назначен премьер-министром Финляндии, после чего взял курс на восстановление добрососедских отношений с Советским Союзом. Под давлением советского правительства он был вынужден ввести в состав правительства члена коммунистической партии, чего ранее в истории страны никогда не случалось. В апреле 1945 года сформировал второе правительство, опиравшееся на соглашение трёх крупных фракций парламента: коммунистов, социал-демократов и Аграрного союза.
11 марта 1946 года сменил Карла Густава Эмиля Маннергейма в должности президента Финляндии. В этой должности основное внимание уделял внешней политике в целом и нормализации отношений с СССР в частности. Проводимая им политика получила название «Линия Паасикиви — Кекконена».
На президентских выборах 1950 года получил 171 из 300 голосов коллегии выборщиков. Основные приоритеты второго президентского срока были переориентированы в сторону внутренней политики.

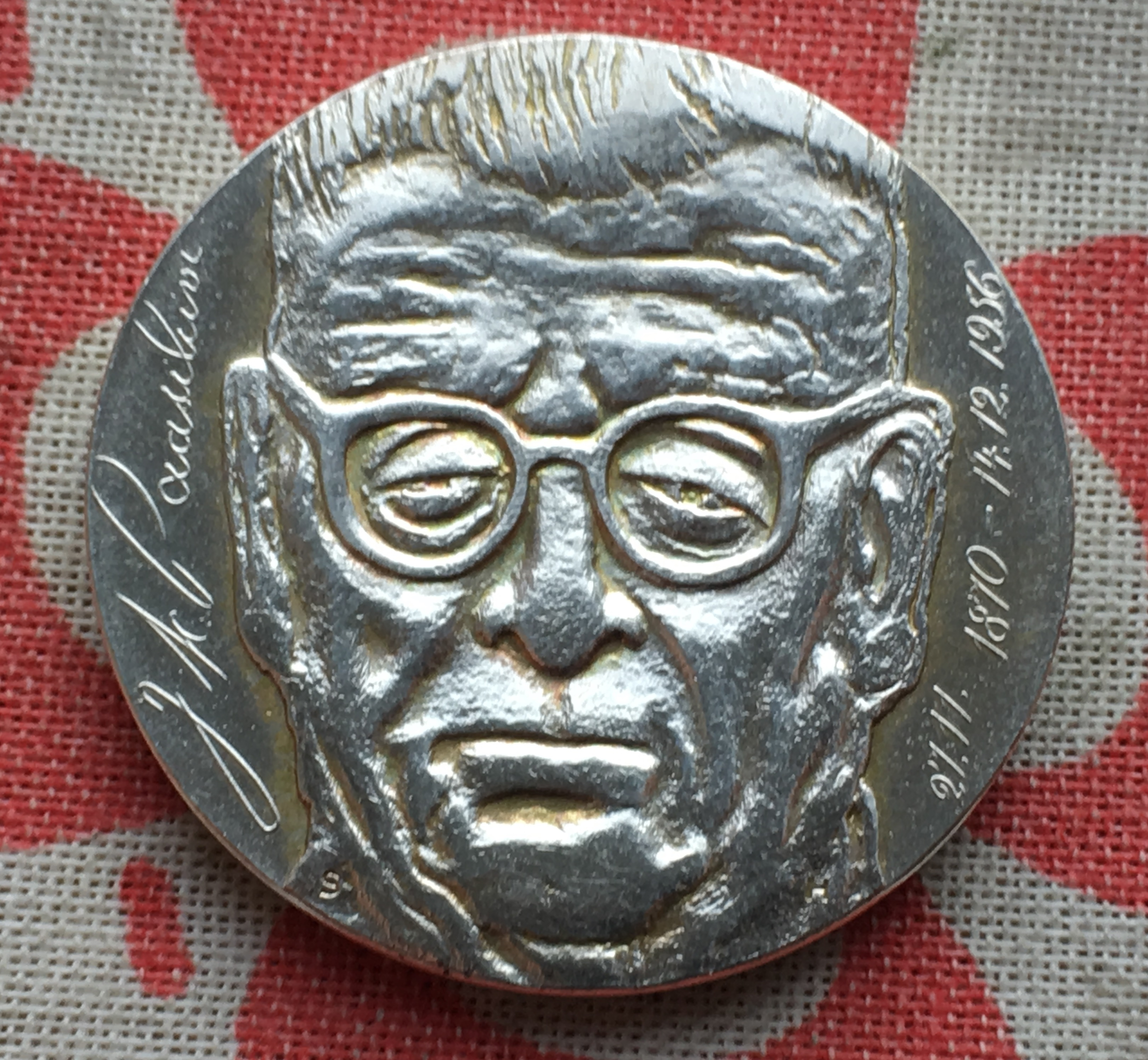
Монета Финляндии 10 марок, 100 лет со дня рождения президента Юхо Паасикиви, серебро, 1970

В 1952 году во время его президентства Финляндия принимала XV летние Олимпийские игры, которые проходили в городе Хельсинки. При этом он открывал эти игры.
Указом Верховного Совета СССР от 18 сентября 1954 года был награждён орденом Ленина (в связи с 10-летием Соглашения о перемирии и отмечая «выдающийся вклад в дело дружественных отношений между Советским Союзом и Финляндией»). 
В начале 1956 года отказался повторно выставлять свою кандидатуру на должность президента. Умер 14 декабря того же года.
Жена — Мерта Элизабет Нюстрём (швед. Märtha Elisabeth Nyström; 1899—1983). Сын — Юхани Вильгельм Паасикиви (фин. Juhani Wilhelm Paasikivi; 1901—1942), подполковник, командир ПВО Хельсинки. Внук — Юхани Маркус Варма Паасикиви (1930—2004), доктор медицины, главный медицинский специалист IBM в Стокгольме. Правнуки (дети Юхани) — Микаэль (р. 1957), писатель, и Йоаким Паасикиви (р. 1960), подполковник ВС Швеции.